# Euryxaenapta rondoni
Euryxaenapta rondoni är en skalbaggsart som beskrevs av Stefan von Breuning 1963. Euryxaenapta rondoni ingår i släktet Euryxaenapta och familjen långhorningar.
Artens utbredningsområde är Laos. Inga underarter finns listade i Catalogue of Life.